# Формат excellon
Формат Excellon використовується для керування ЧПУ верстатами для свердління та вирізання друкованих плат тощо. Це варіант стандарту EIA RS-274-C.
Типовий вміст файлу даного формату:

```
M48 
METRIC,TZ
FMAT,2
ICI,OFF
T02C0.8000
T01C0.9000
T03C1.9500
T04C3.2000
%
M71
G90
G93X0Y0
T02
X125730Y16193
Y16828
Y17463
...
M30
```

Назва Excellon формату дісталась від Excellon Automation Company, що спеціалізувалась у ЧПУ верстатах для свердління та вирізування впродовж 1980х, чий запатентований формат набув широкого вжитку. По суті це файл-програма, що виконується верстатом. Структура файлу складається із заголовку та тіла програми.

## Заголовок
Заголовок M48 використовується для надання машині загальної інформації про завдання. Він включає розмір інструментів для свердління та/або вирізання друкованої плати, тип вимірювальної системи користувача (імперська, метрична), напрям X та Y осей та інші деталі. Ці інструкції можуть бути в довільному порядку.

## Тіло програми
Набір свердлильних команд називається тілом програми (part program body). Зазвичай воно значно довше заголовку програми і вказує машині точно де кожен отвір має бути висвердлений, яке свердло використовувати, яку форму ви волієте вирізати тощо. Команди розташовані в порядку, в котрому ви хочете аби вони були виконані. Наприклад, перша команда вказує машині де просвердлити перший отвір, друга — другий отвір, наступна скаже машині зупинитись і змінити свердло. Зазвичай програма виконується зверху вниз, проте деякі команди можуть вказати машині рухатись до іншої локації на платі, потім повернутись і продовжити роботу.